# ニューヨーク1997
『ニューヨーク1997』（原題：Escape from New York）は、1981年のアメリカ映画。

## 概要
製作をアブコ・エンバシー、監督をジョン・カーペンター、主演をカート・ラッセルがそれぞれ担当した、近未来SF映画である。
オープニングのマンハッタンのイラストはCGではなく、段ボール箱にガムテープを貼りブラックライトを当てたものである。また、冒頭のスネーク・プリスキンがグライダーを使い、夜陰に乗じてニューヨークに侵入を試みるシーンで、グライダーに搭載された暗視野装置のモニタに映し出される風景映像は、ミニチュアをリスフィルムで撮影して光学合成をかけたものである。まだCGに莫大な予算が必要だった当時としては現実的かつ効果的な手法であり、その後しばらくの間は「CGを使いたいが予算がない」という作品で多用されるテクニックとなった。
1996年には続編『エスケープ・フロム・L.A.』が製作された。

## ストーリー
1988年、犯罪増加率が400%を突破したアメリカは、ニューヨーク・マンハッタン島を15メートルの巨大なコンクリート壁で囲み、一帯をまるごとアメリカ最大の刑務所とした。そこには終身刑の重犯罪者たちが集められ、週に1回セントラル・パークに投下される食料の配給以外は全て所内の囚人による自治に委ねられていた。
エネルギー危機によって米ソが開戦した第三次世界大戦が終結しつつあった1997年のある日、大統領専用機がテロリストに乗っ取られ、マンハッタン島内に激突墜落させられる。大統領は脱出用ポッドで機外に逃れたが、救助に向かった強行突入部隊が発見したのはこじ空けられたポッドだけであり、大統領はすでに囚人たちによって拉致され、渡されたのは刑務所周辺を警備する全兵力の撤退を要求する囚人たちの要求書と、切り落とされた大統領の指1本だった。
大統領は米中ソの三国サミットへ向かう途中で、サミットでは参加国に対し、戦争の原因であるエネルギー問題を解決する核融合技術に関する発表内容が吹き込まれた録音テープを提示する予定だった。
警察本部長のホークは、元特殊部隊員で叙勲された英雄ながら、武装強盗の罪で終身刑の判決を受け、収監される予定だったスネーク・プリスキンを、放免を条件に刑務所内に単身潜入させることを思い付く。
嫌々ながら大統領救出作戦に同意したスネークは、頚動脈に24時間後に爆発するマイクロチップを注入されたうえでサプレッサー付きMAC10などの武器を渡され、グライダーで世界貿易センタービルへ着地すると、大統領を人質に取ったギャングのリーダーや、街に蠢く囚人たちを相手に孤独な戦いを開始する。

## キャスト
※括弧内は日本語吹替（2017年8月25日発売のブルーレイに収録）。
- スネーク・プリスキン - カート・ラッセル（青野武）
- ボブ・ホーク - リー・ヴァン・クリーフ（内田稔）： 警察本部長。
- キャビー - アーネスト・ボーグナイン（金井大）： タクシー運転手。
- アメリカ合衆国大統領 - ドナルド・プレザンス（宮川洋一）
- デューク - アイザック・ヘイズ（小林清志）： ストリートギャング「ジプシーズ」の首領。
- バー「Chock Full o'Nuts」の女 - シーズン・ヒューブリー
- ハロルド・“ブレイン”・ヘルマン - ハリー・ディーン・スタントン（川辺久造）： デュークの参謀。スネークの元仲間。
- マギー - エイドリアン・バーボー（有馬瑞香）： ブレインの情婦。
- レーミー - トム・アトキンス（筈見純）： ホークの部下。
- 国務長官 - チャールズ・サイファーズ
- テイラー - ジョー・アンガー： スネークの相棒[注釈 2]。
- ロメロ - フランク・ダブルデイ： デュークの部下。
- クローネンバーグ - ジョン・ストロベル： 科学者。
- スラグ - オックス・ベーカー： 殺人ゲームのレスラー
- ナレーター、コンピュータの声 - ジェイミー・リー・カーティス[注釈 3]

その他の日本語吹替 - 此島愛子、大久保正信、石森達幸、石丸謙二郎、藤夏子、藤本譲、平林尚三、海沢昌代、小島敏彦、秋元羊介、水鳥鉄夫、東富士郎、幹本雄之、三枝みち子

## スタッフ
- 監督：ジョン・カーペンター
- 製作：デブラ・ヒル、ラリー・J・フランコ
- 脚本：ジョン・カーペンター、ニック・キャッスル
- 撮影：ディーン・カンディ、ジム・ルーカス
- 音楽：ジョン・カーペンター、アラン・ハワース
- 編集：トッド・C・ラムゼイ
- 特殊効果撮影監督：ジェームズ・キャメロン、デニス・スコタク
- マット画：ジェームズ・キャメロン、ボブ・スコタク
- 特殊効果：ロイ・アルボガスト
- 第1助監督：ラリー・J・フランコ
- 第2助監督：ジェフリー・チャーノフ

＜日本語版制作スタッフ＞
演出：福永莞爾
翻訳：平田勝茂
効果：南部満治／大橋勝次
選曲：河合直
制作：ザック・プロモーション
テレビ初回放送日：1982年10月27日(水)　日本テレビ　水曜ロードショー
『ニューヨーク1997』　Blu-rayに収録
規格品番　DAXA-5201
販売元　　KADOKAWA
発売日　　2017年08月25日

## 評価
レビュー・アグリゲーターのRotten Tomatoesでは68件のレビューで支持率は85%、平均点は7.20/10となった。Metacriticでは12件のレビューを基に加重平均値が76/100となった。

## 関連作品
『メタルギア』
コナミのテレビゲーム。主人公のソリッド・スネークのモデルは、本作の主人公スネーク・プリスキンであり、麻酔銃を持って単独潜入を行って敵から隠れながら倒していくなど、ストーリー的にも本作をモデルにしている部分が多い。
シリーズ第4作『メタルギアソリッド2』では、ソリッド・スネークが雷電に名を尋ねられた際に「イロコィ・プリスキン」海軍中尉と名乗っており、またスネーク・プリスキンと同階級である。「イロコィ」はアメリカ合衆国が手本とした連邦制を敷くインディアンの部族「イロコィ族」から取られており、また現地の言葉で「毒蛇」を意味する。
さらに続編の『メタルギアソリッド3』では、ネイキッド・スネーク（ビッグ・ボス）が片目を失明して眼帯を装着する経緯が描かれ、スネーク・プリスキンとは左右の目が反対ながら、より外見が近くなっている。
なお、カーペンターに対して『メタルギア』シリーズを盗作疑惑で訴えることを勧める声もあったが、彼がシリーズの生みの親である小島秀夫と良好な関係を築いていたなどの理由から訴えることはなかったほか、『メタルギアソリッド2』の限定版パンフレットではカーペンターからのコメントが寄稿されている。
『魔界都市〈新宿〉』
菊地秀行の小説。本作にインスパイアされた作品。
『ロックアウト』
内容に本作から盗用した部分があるとされ、裁判の結果賠償金の支払いを命じられている。